# Lincoln County, Mississippi
Lincoln County är ett administrativt område i delstaten Mississippi, USA. År 2010 hade countyt  34 869 invånare. Den administrativa huvudorten (county seat) är Brookhaven.

## Geografi
Enligt United States Census Bureau så har countyt en total area på 1 523 km². 1 517 km² av den arean är land och 6 km² är vatten. 

### Angränsande countyn
- Copiah County - nord
- Lawrence County - öst
- Walthall County - sydost
- Pike County - syd
- Amite County - sydväst
- Franklin County - väst
- Jefferson County - nordväst